# Sara Vítores
Sara Vítores (Ávila, 25 de septiembre de 1972 - Madrid, 24 de septiembre de 2024) fue una periodista, locutora y guionista española, que desarrolló su actividad en Radio 3 y la Cadena SER.

## Trayectoria
Se inició en RNE junto a Carlos Faraco en Radio 3, con el programa Oyentes sin fronteras (1996-97) y como directora del despertador surrealista Chichirichachi (1997-99) junto con Juan Suárez.
En 2000, fue requerida por Faraco para formar parte del equipo de diseño y producción del serial Cuando Juan y Tula fueron a Siritinga.
Tras un periodo de 'radiofonista para todo' en la emisora municipal de Alcalá de Henares regresó a la capital española y a partir de 2006 entró como reportera en la Cadena SER para el programa semanal "A vivir que son dos días", participando luego en la redacción de otros espacios como Hora 25 y Hoy por hoy.

En octubre de 2021, fue diagnosticada con colangiocarcinoma, un cáncer raro que afecta a las vías biliares, falleciendo en Madrid el 24 de septiembre de 2024, en el umbral de su aniversario.